# Atti della Societa dei Naturalisti e Matematici di Modena
Atti della Società dei Naturalisti e Matematici di Modena (abreviado Atti Soc. Naturalisti Mat. Modena) es una revista científica con ilustraciones y descripciones botánicas que es editada en Modena desde el año 1900 en varias series.

## Publicación
- Serie n.º 3, vols. 8(23)--16(31), 1888-1899; conocida como Atti della Società dei Naturalisti de Modena
- Serie n.º 4, vol. 1(32)-15(46), 1899--1913;
- Serie n.º 5, vols. 1(47)-6(52), 1914-1922;
- Serie n.º 6, vols. 1(53)--9(61), 1924-1930; vol. 62+, 1931+